# Mǎ
Mǎ (马) is een veelvoorkomende Chinese achternaam. In 2006 stond de naam op nummer 14 van de meest voorkomende familienamen van het vasteland van China. Variaties op de spelling zijn Mah en Mar. Deze naam is niet te verwarren met de naam Má, die veel minder voorkomt. De naam bestaat ook onder Vietnamezen.
- Vietnamees: Mã

## Oorsprong
1. De familienaam Ma komt vooral voor bij islamitische Chinezen en is de Chinese afkorting van Mohammed in hanzi.
2. De nakomelingen van de Chinese bureaucraat en generaal Zhao She namen het eerste woord van het district Ma Fu als hun achternaam.

Ma betekent vertaald paard.

## Nederland
De Nederlandse Familienamenbank geeft de volgende statistieken weer:
| familienaam | aantal in 1947 | aantal in 2007 |
| ----------- | -------------- | -------------- |
| Ma          | 15             | 243            |
| Mã          | 0              | < 5            |
|             | totaal: 15     | totaal: >248   |

## Chinezen met de familienaam 马
- Ma Bufang (1903-1975), een Chinees krijgsheer
- Jack Ma (1964), oprichter van de Alibaba Group
- Joe Ma Tak-Chung, een Hongkongse acteur
- Ma Ke (1971), een Chinees modeontwerpster
- Kenneth Ma, een Chinees-Canadese acteur
- Ma Lin (1873-1975), een Chinees krijgsheer
- Ma Lin (1980), een Chinees tafeltennisser
- Steven Ma, een Hongkongse zanger en acteur
- Ma Wenge, een Chinees tafeltennisser
- Ma Ying-jeou (1950), voormalig president van Taiwan
- Yo-Yo Ma, een Chinees cellist
- Ma Yuehan, een Chinees sportcoach
- Ma Yuqin (1972), een Chinees sprinter
- Ma Zaijie, een Chinees langeafstandsloopster